# Albert Rouet
Pour les articles homonymes, voir Albert et Rouet.
Albert Jean-Marie Rouet, né le 28 janvier 1936 à Thenay dans l'Indre, est un évêque catholique français, archevêque émérite de Poitiers depuis février 2011.

## Biographie

### Formation
Après des études de philosophie, Albert Rouet a été formé au séminaire des Carmes où il a obtenu une licence en théologie. Il a été ordonné prêtre le 23 mars 1963 pour le diocèse de Paris par Émile Blanchet, recteur de l'Institut catholique de Paris.

### Principaux ministères
Les premières années de son ministère sacerdotal ont été consacrées au monde des jeunes. Il a en effet été pendant cinq ans aumônier de lycée (de 1963 à 1968), puis pendant cinq autres années membre d'une équipe de prêtres chargés des jeunes (de 1968 à 1973).
En 1973, il devient directeur adjoint de la catéchèse, puis, en 1977, responsable du Centre de pastorale sacramentelle.
En 1982, il est nommé délégué général pour le monde scolaire et universitaire et en 1983, vicaire général du diocèse de Paris.
Nommé évêque auxiliaire de l'archevêque de Paris le 21 juin 1986, il est consacré le 2 septembre suivant par le cardinal Lustiger, archevêque de Paris. Le 16 décembre 1993, il est nommé évêque coadjuteur de Poitiers. Il en devient évêque titulaire le 12 juin 1994, jour du décès de Joseph Rozier, et devient archevêque de Poitiers le 16 décembre 2002. Ayant atteint la limite d'âge de 75 ans, il présente sa démission au pape Benoît XVI qui l'accepte le 12 février 2011.
Au sein de la Conférence des évêques de France, il a été responsable de la Commission sociale des évêques de France et membre du Conseil permanent. Il est actuellement membre du Comité « Études et projets ».

## Citations
- « La religion catholique n'a de rôle présentable que politique. », Albert Rouet Le Nouvel observateur, 21 novembre 1996
- « L'islam ne doit pas être une excuse pour nous détourner de nos propres dysfonctionnements. », Albert Rouet, 16 novembre 2003, Jeune Afrique [1]
- « L'Église est menacée de devenir une sous-culture. Ma génération était attachée à l'inculturation, la plongée dans la société. Aujourd'hui, le risque est que les chrétiens se durcissent entre eux, tout simplement parce qu'ils ont l'impression d'être face à un monde d'incompréhension. Mais ce n'est pas en accusant la société de tous les maux qu'on éclaire les gens. », Albert Rouet, Le Monde, 3 avril 2010
- Sur l'opposition au traité de Maastricht par Philippe de Villiers en 1992, Albert Rouet déclarait:  « celui-là  ira en enfer. » (Ph. de Villiers, 30-11-2015)

## Publications
(Liste non exhaustive)
- Et il dit : heureux ! Une lecture des Béatitudes selon saint Matthieu, Paris, Salvator, 2024  (ISBN 978-2-7067-2609-5)
- Diacres : une Église en tenue de service, Médiaspaul, 2016, 200 p.
- Prêtres : sortir du modèle unique, Médiaspaul, 2015
- L'Échelle de la foi, Editions franciscaines, 2014
- L'Étonnement de croire, Paris, Les Éditions de l'Atelier, 2013, 188 p.  (ISBN 978-2-7082-4217-3)
- Vous avez fait de moi un évêque heureux (entretiens avec Albert Rouet réalisés par Marc Taillebois et Éric Boone). Editions de l'Atelier, 2011.
- Vers une Église de la confiance (ouvrage collectif avec Carole Benoist, Loïc Buthaud, Thomas Duranteau, Stéphane Marcireau, Sylvain Marmasse, Jean-Yves Meunier et Bertrand Parisot). Paris : Éditions Bayard, 2011
- J'aimerais vous dire (entretiens avec Dennis Gira). Paris : Éditions Bayard, 2009 (Prix du livre de spiritualité Panorama La Procure)
- L'Eucharistie et l'humanité. Québec : Éditions Anne Sigier, 2008
- Un goût d'espérance (avec collaborateurs). Paris : Bayard, 2008 (OCLC 213304562)
- Des prêtres parlent. Paris : Bayard, 2007 (OCLC 176929102)
- Introduction à Hilaire de Poitiers : suivie d'une anthologie (avec Philippe Henne). Paris : Éditions du CerfCerf, 2006. (OCLC 69904188)
- Un nouveau visage d'Église (avec collaborateurs). Paris : Bayard, 2005 (OCLC 61754246)
- Autour du Credo. Paris : Médiaspaul, 2003 (OCLC 54787209)
- L'Argent. Paris : Mame-Plon, 2003 (OCLC 52429249)
- L'Église et l'art d'avant-garde : de la provocation au dialogue (avec Gilbert Brownstone). Paris : Albin Michel, 2002. (OCLC 52811598)
- Découvrir Dieu comme Père. Paris : Saint-Paul, 2002 (OCLC 49568250)
- La Chance d'un christianisme fragile (avec Y. de Gentil-Baichis), Paris, Bayard, 2001, 190 p.  (ISBN 2-227-43697-2)

prix de littérature religieuse 2002
- Trois vertus pour exister, Paris, Saint-Paul, 2001 (OCLC 46633259)
- Faut-il avoir peur de la mondialisation ? Paris : Desclée de Brouwer, 2000
- Du bon usage de l'exclusion (avec Philippe Caumartin). Paris : 2000 (OCLC 44746517)
- Le Christ nous fait chrétiens : Initiés par les sacrements. Paris : Saint-Paul, 1998 (OCLC 41507822)
- L'Homme inachevé (avec Philippe Caumartin). Paris : L'Atelier, 1998
- Le Christ des Béatitudes : Le Maitre de la Joie. Paris : Saint-Paul, 1997 (OCLC 37596174)
- Les Saisons de la foi. Paris : Desclée de Brouwer, 1996 (OCLC 38001551)
- La Confiance du veilleur. Paris : Cerf, 1996
- L'Alliance et le Verbe. Québec : Éditions Anne Sigier, 1996 (OCLC 35942757)
- Au plaisir de croire. Québec : Éditions Anne Sigier, 1993 (OCLC 29471533)
- Face au chômage, changer le travail. Paris : Centurion, 1993 (OCLC 43441654)
- Art et Liturgie, Paris, Desclée de Brouwer, coll. « DDB », 1992, 147 p.  (ISBN 2-220-03328-7)

Recueil d'articles et de conférences, 1989-1991
- La Messe dans l'histoire, Paris, Cerf, coll. « Dossiers libres », 1979, 155 p.  (ISBN 2-204-01445-1)
- Marie, Paris, Le Centurion, coll. « Croire et comprendre », 1975, 132 p.  (ISBN 2-227-30112-0)